# 安妮·泰勒
安妮·泰勒（英語： Anne Tyler，1941年10月25日—）是一位美國小說家。知名作品有《鄉愁小館的晚餐》、《意外的旅客》、《生命課程》。

## 人物簡介
泰勒是四個孩子中的長女，出生於美國明尼蘇達州的明尼亞波利斯。她的父親是藥劑師而母親是位社工。她的童年時代大部分都在北卡羅來納州和羅里的貴格會山上的社區中度過。她在11歲以前從來沒有去學校上學，這種特殊的教育方法讓她觀看，普通的世界對相對的距離與發現。
她19歲時畢業於杜克大學，之後在紐約的哥倫比亞大學的研究俄羅斯文學，並完成她的畢業作品。在搬到馬里蘭以前她做著圖書館和書誌學者的工作。在1963年泰勒嫁給伊朗精神科醫生兼小說家的塔吉·穆罕默德·莫達雷西（Taghi Mohammad Modarressi），並在1964年開始寫小說，她和莫達雷西之間有兩個女兒， 分別是泰琪·莫達雷西和蜜特拉·莫達雷西。莫達雷西在1997年去世。泰勒居住在馬里蘭州的巴爾的摩，而她大部分小說的舞台都來自於這兒。
泰勒的第9本小說《鄉愁小館的晚餐》（Dinner at the Homesick Restaurant），是她認為最好的作品，在1983年的普立茲獎與筆/福克納獎都獲得了最終選拔。她的第10本小說《意外的旅客》（The Accidental Tourist）在1985年獲得全美評論家協會獎和成為1986年的普立茲獎的最終選拔。這個作品在1988年被拍成電影，由羅倫斯·卡斯丹（Lawrence Kasdan）導演，威廉·赫特（William Hurt）和吉娜·戴維斯（Geena Davis）主演。她的第11本小說《生命課程》（Breathing Lessons），在1989年獲得普立茲獎。她有3本文選：《1983年最佳美國短篇小說》（The Best American Short Stories 1983），《南方最好與南方最好》（Best of the South, and Best of the South），《第二個十年最好》（The Best of the Second Decade）。她是當代最值得矚目的小說家，對於他不接受面訪和很少做書的宣傳，她亦不再許多場合公開露面，然而要和她交談可使用電子郵件訪問。

## 作品

### 小說
- 1964年《如果早晨曾經到來》（If Morning Ever Comes）
- 1965年《馬口鐵罐之樹》（The Tin Can Tree）
- 1970年《愛如止水》（A Slipping-Down Life）
- 1972年《時鐘發條》（The Clock Winder）
- 1974年《天文導航》（Celestial Navigation）
- 1975年《尋找凱萊布》（Searching for Caleb）
- 1977年《世俗之物》（Earthly Possessions）
- 1980年《摩根的去世》（Morgan's Passing）
- 1982年《鄉愁小館的晚餐》（Dinner at the Homesick Restaurant）
- 1985年《意外的旅客》（The Accidental Tourist）
- 1988年《生命課程》（Breathing Lessons）
- 1991年《聖徒叔叔》（Saint Maybe）
- 1995年《歲月之梯》（Ladder of Years）
- 1998年《補綴的星球》（A Patchwork Planet）
- 2001年《昨日當我們盛年》（Back When We Were Grownups）
- 2004年《業餘婚姻》（The Amateur Marriage）
- 2006年《掘近美國》（Digging to America）
- 2010年《諾亞的羅盤》（Noah's Compass）
- 2012年《學著說再見》（The Beginner's Goodbye）
- 2015年 《一团蓝线》 （The Spool of Blue Thread）
- 2018年 《时间之舞》 （Clock Dance）

### 其他
- 1993年《呆若木雞》【插畫：蜜特拉·莫達雷西】（Tumble Tower）【illustrated by Mitra Modarressi】
- 2005年《提摩西·圖伯頓說不！》【插畫：蜜特拉·莫達雷西】（Timothy Tugbottom Says No!）【illustrated by Mitra Modarressi】

### 未收集的故事
泰勒的短篇小說發表在紐約客、週六晚報、紅皮書、麥考爾斯和哈潑斯，雖然他們沒有被集合出版。她的故事包括：
- 1977年《平均波在無保護的水域》（Average Waves in Unprotected Waters）
- 1983年《青少年荒地》（Teenage Wasteland）
- 《一起藏回憶》（Holding Things Together）

## 改編電影
- 1988年《意外的旅客》（The Accidental Tourist）
- 1994年《鐵肺人生》（Breathing Lessons）※電視
- 1998年《聖徒叔叔》（Saint Maybe）※電視
- 1999年《滑落的人生》（A Slipping-Down Life）
- 1999年《末路迷情》（Earthly Possessions）※電視
- 2004年《昨日當我們盛年》（Back When We Were Grownups）※電視

## 外部連結
- Internet Movie Database entry （页面存档备份，存于）
- Interview （页面存档备份，存于）